# Могойтуйский хребет
Могойту́йский хребе́т (устар. Могойтуевский) (бур. Могойтын Дабаан) — горный хребет в Забайкальском крае России, вытянувшийся от реки Акша и её левого притока реки Урей до слияния рек Онон и Шилка.
Протяжённость хребта составляет 270 км, ширина — от 25 до 35 км. Преобладающие высоты составляют 1000—1100 м, высшая точка — гора Алханай (1662 м). В ряде мест хребет образует отроги, самым крупным из которых является Агинский хребет, служащий перемычкой между Могойтуйским и Хангилайским хребтами.
Хребет сложен породами преимущественно протерозойского и позднепалеозойского возрастов, прорванными местами телами мезозойских гранитоидов. В рельефе преобладает среднегорный рельеф, расчленённый долинами рек и их притоков. Основные виды ландшафта — горно-таёжный и горный лесостепной.